# PLE (elektronika)

PLE (ang. Programmable Logic Element), programowalna matryca logiczna – układ posiadający programowalną matrycę bramek OR, o konstrukcji podobnej do układu PAL. Prawie wszystkie układy PLE mają wyjścia trójstanowe. Prostsze moduły PLE posiadają 5 wejść i 8 wyjść, natomiast duże – 12 wejść i 8 wyjść.
Bardziej rozbudowane struktury PLE są wyposażone w buforowe rejestry wyjściowe, zbudowane z synchronicznych przerzutników typu D z trójstanowymi wyjściami sterownymi bezpośrednio (asynchronicznie) lub pośrednio, za pomocą dodatkowego przerzutnika (synchroniczne). Ponadto układy te mają dodatkowe wejścia służące do programowania tzw. inicjalizacji. Umożliwiają one zapisanie w określonym obszarze matrycy PLE sekwencji 16 słów, a następnie ich wygenerowanie w rejestrze wyjściowym.